# ليز غاربوس
ليز غاربوس (بالإنجليزية: Liz Garbus) (و. 1970  م) هي مخرجة أفلام، وكاتِبة، ومنتجة أفلام، ومنتجة تلفزيونية، ومخرجة تلفزيونية  أمريكية، ولدت في الولايات المتحدة، بدأت مشوارها المهني سنة 1993.

## التعليم
تعلمت في جامعة براون، في تخصص  التاريخ، وعلم العلامات، وحصلت منها على درجة  البكالوريوس حتى 1992
.

## أعمال بارزة
من أهم أعمالها:
What Happened, Miss Simone? ‏

## جوائز وترشيحات
حصلت على جوائز منها:
جائزة الجمعية الوطنية للنقاد السينمائيين لأفضل فيلم غير خيالي ‏، عن عمل: The Farm: Angola, USA ‏ في 1998
ترشحت لـ:
- جائزة الأوسكار لأفضل فيلم وثائقي، عن عمل: What Happened, Miss Simone? [الإنجليزية]‏14 يناير 2016
- جائزة الجمعية الوطنية للنقاد السينمائيين لأفضل فيلم غير خيالي  [لغات أخرى]‏، عن عمل: The Farm: Angola, USA [الإنجليزية]‏1998.

## وصلات خارجية
- ليز غاربوس في قاعدة بيانات الأفلام على الإنترنت
- ليز غاربوس  على موقع أول موفي